# 白一鹏
白一鹏為公益慈善组织“中国SOS求助”创始人，曾聲稱與其他保護動物人士筹集了1.2亿元的资金，希望通过收购阻止归真堂上市的活动，但未獲归真堂管理層回應。他主張废止中国养熊業，呼吁善待动物。

## 外部連結
- 白一鹏：归真堂若转型 立法废除养熊业指日可待